# Rifugio Fonda-Savio
Il rifugio fratelli Fonda-Savio è un rifugio situato nel comune di Auronzo di Cadore (BL), in mezzo al Gruppo dei Cadini di Misurina, e per la precisione, in alta Val d'Ansiei, al Passo dei Tocci, a 2367 m s.l.m. Si trova esattamente sopra al lago di Misurina.

## Storia
Il rifugio è intitolato ai tre figli, Piero, Paolo e Sergio morti durante la seconda guerra mondiale, di Antonio Fonda Savio, medaglia d'oro al valor civile per essere stato il capo partigiano di Trieste contro i nazisti il 30 aprile 1945. Antonio fu anche il genero di Italo Svevo.

## Caratteristiche e informazioni
Il rifugio è proprietà del CAI della sezione XXX Ottobre di Trieste. Dispone di 20 letti e 20 cuccette, oltre a 3 posti nel locale invernale.

## Accessi
- Dal parcheggio Pian degli Spiriti (a 1830 m), sulla strada che porta al rifugio Auronzo, segnavia 115 in 1 ora e 45 minuti.

## Traversate
- Presso il rifugio passa il Sentiero Bonacossa, un sentiero attrezzato che porta attraverso alcune tracce della prima guerra mondiale al rifugio Auronzo in 3,5 ore.
- al rifugio Col de Varda, su segnavia 117, in 2 ore
- al rifugio Città di Carpi, su segnavia 116, in 1,5 ore